# Mieżyszki
Mieżyszki (lit. Miežiškiai) – miasteczko na Litwie, położone w okręgu poniewieskim i w rejonie poniewieskim, nad rzeką Niewiażą. Liczy 780 mieszkańców (2001).